# Rafael Caldera

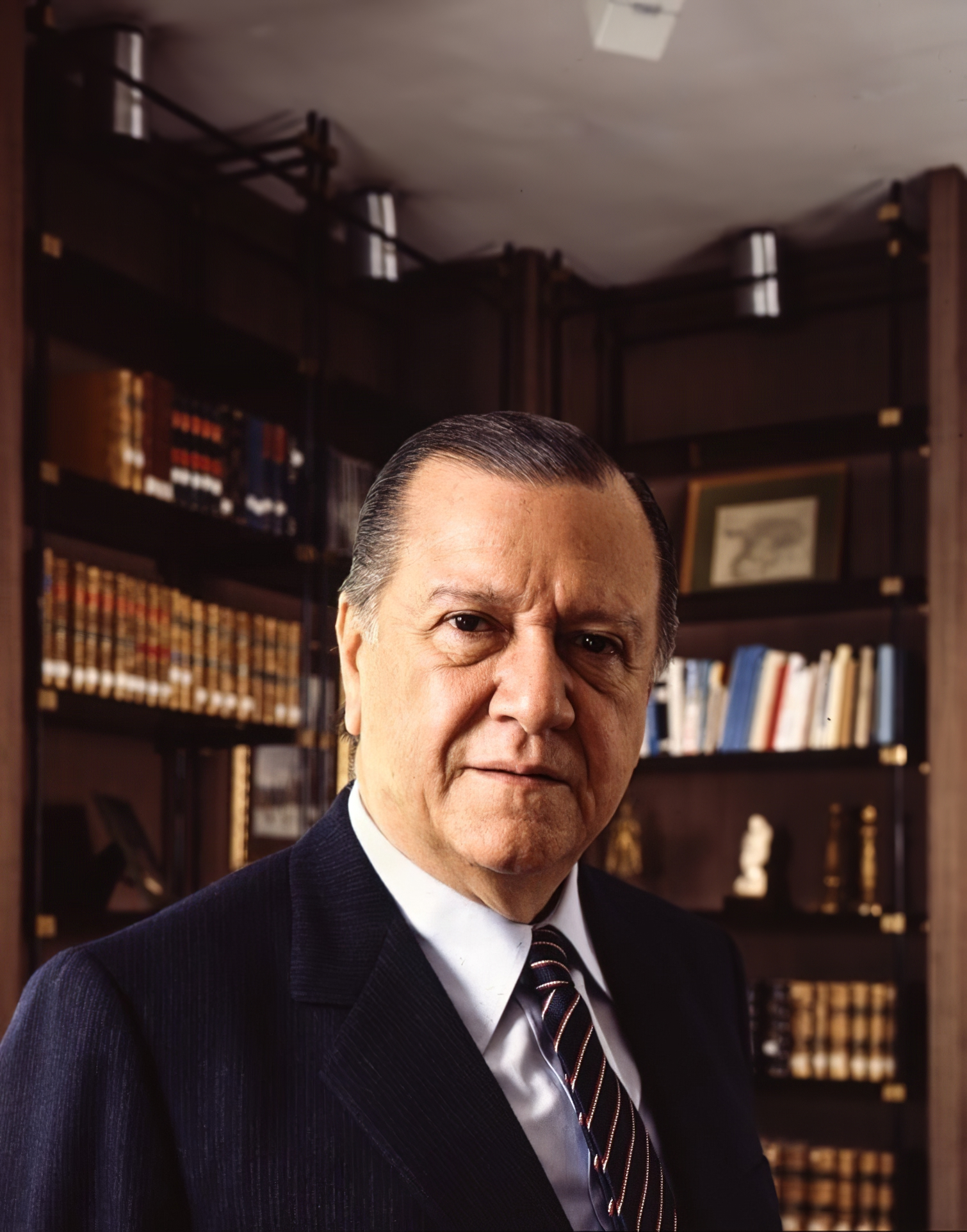
Rafael Caldera

Rafael Antonio Caldera Rodríguez (* 24. Januar 1916 in San Felipe, Yaracuy, Venezuela; † 24. Dezember 2009 in Caracas) war ein venezolanischer Politiker und zweimal, von 1969 bis 1973 sowie von 1994 bis 1998, Präsident des Landes. Er war Gründungsmitglied der COPEI, der christlich-demokratischen Partei Venezuelas. Caldera hatte maßgeblichen Anteil an der venezolanischen Politik in der zweiten Hälfte des 20. Jahrhunderts.

## Leben

### Die frühen Jahre
Rafael Caldera stammte aus einem Haushalt der Mittelklasse. Seine Mutter starb, als er zwei Jahre alt war; eine Tante zog ihn auf. Er besuchte ein Gymnasium der Jesuiten und studierte Rechtswissenschaften in Caracas. Im Alter von 20 Jahren gründete er die Studentenbewegung Unión Nacional Estudiantil (Nationaler Studentenbund, UNE), die sich gegen die Diktatur des damaligen Staatsoberhauptes Eleazar López Contreras auflehnte. 1939 wurde er zum Dr. jur. promoviert.

### Anfänge der politischen und wissenschaftlichen Laufbahn
Caldera wurde 1941 in die Abgeordnetenkammer gewählt und setzte sich in dieser Zeit für die Rechte der Arbeiter ein. 1943 trat Caldera von seinem politischen Amt zurück und erhielt einen Lehrstuhl am Institut für Rechtswissenschaften der Universität Caracas. 1946 kehrte er jedoch in die Politik zurück und wurde zum Mitglied einer Kommission gewählt, die eine neue Verfassung ausarbeiten sollte. Caldera war dabei maßgeblich an den Gesetzestexten zu Arbeitnehmerrechten und Schutz des menschlichen Lebens beteiligt. Diese 1947 verabschiedete, neue Verfassung galt damals als eines der fortschrittlichsten in ganz Lateinamerika.
Bei den Präsidentschaftswahlen von 1947 trat Caldera erstmals als Kandidat für das Amt des Staatsoberhauptes an, verlor jedoch. Am 14. Oktober 1947 gründete Caldera mit einigen anderen Politikern die COPEI (Comité de Organización Política Electoral Independiente), die christlich-demokratische Partei Venezuelas, und wurde ihr erster Vorsitzender. Im gleichen Jahr wurde er erneut in die Abgeordnetenkammer gewählt.
1948 kam eine Militärjunta unter Marcos Pérez Jiménez durch einen Putsch an die Macht. Daraufhin zog sich die gesamte COPEI-Fraktion aus dem Parlament zurück, da sie nicht mit den Putschisten zusammenarbeiten wollten. 1951 wurden zwar Wahlen gehalten, das Ergebnis wurde jedoch annulliert, da die regierende Militärjunta hierbei keine Mehrheit erreichte. Bei anschließenden Protesten wurde Caldera verhaftet und saß für einige Monate im Gefängnis.

### Die Einführung der Demokratie in Venezuela
1958 endete die Diktatur des Pérez Jiménez. So traten am 31. Oktober drei der großen Parteien des Landes (AD, COPEI und URD) zusammen, um einen Pakt zur Verteidigung und Erhaltung des Grundgesetzes zu schließen. Dieser sollte eine erneute Diktatur verhindern und legte weiterhin fest, dass die künftige Regierung eine Regierung der nationalen Einheit auf Grundlage des kleinsten gemeinsamen Nenners sein sollte. Dieser „Pakt von Punto Fijo“, benannt nach Calderas Residenz mit gleichem Namen, bildete die Grundlage für die Machtteilung der beiden großen Volksparteien COPEI und AD von 1958 bis 1993.
Bei den anschließenden Wahlen im Jahr 1959 trat Caldera als Präsidentschaftskandidat an, verlor jedoch gegen Rómulo Betancourt von der sozialdemokratischen AD. 1963 verlor Caldera erneut gegen den Kandidaten der AD, diesmal gegen Raúl Leoni.

### Calderas erste Amtszeit (1969–1973)
1969 wurde Caldera zum Staatsoberhaupt gewählt, obwohl die COPEI über keine Mehrheit im Parlament verfügte. Caldera gelang es jedoch, eine stabile Regierung zu bilden. Er verfügte über eine Generalamnestie für die immer noch zahlreich vorhandenen Guerilla-Kämpfer. Dank seines Verhandlungsgeschicks legten die Guerrilleros des Partido Comunista de Venezuela (PCV) und des Movimiento de Izquierda Revolucionaria (MIR) die Waffen nieder. Er bewirkte die Abkehr von der sogenannten „Betancourt-Doktrin“, die Venezuela keine diplomatischen Beziehungen zu Ländern gestattete, deren Oberhaupt nicht durch demokratische Mittel an die Macht gekommen war. So nahm Caldera in seiner Amtszeit unter anderem Beziehungen zu Argentinien, Kuba, Panamá und zur Sowjetunion auf. 1970 ließ er die bis dahin verbotene kommunistische Partei zu. Nicht zuletzt reformierte er die Erdölwirtschaft, dem bedeutendsten Wirtschaftszweig des Landes. Da die damalige Verfassung Venezuelas eine Wiederwahl des Präsidenten nicht zuließ, konnte Caldera 1973 nicht erneut zur Wahl antreten. Sein Nachfolger wurde Carlos Andrés Pérez von der AD.

### Die Jahre 1973–1993
Fast zwanzig Jahre lang blieb Caldera aktiv in der venezolanischen Politik, ohne jedoch ein hohes Staatsamt innezuhaben. 1979 bis 1982 war er Vorsitzender der Interparlamentarischen Union. 1983 scheiterte er zum fünften Mal beim Versuch, zum Präsidenten gewählt zu werden, diesmal gegen Jaime Lusinchi von der AD. 1987 verlor er sogar die Nominierung zum Präsidentschaftskandidaten innerhalb seiner Partei.
Die zweite Amtszeit von Carlos Andrés Pérez (1988 bis 1993) war von neoliberalen Elementen geprägt und führte am 27. Februar 1989 zu einem als Caracazo bekannten Aufstand in der Hauptstadt Caracas. Pérez gelang es nicht, die politische Stimmung zu beruhigen und auch sein neoliberaler Kurs vermochte es nicht, die Abwärtsspirale der Wirtschaft zu bremsen. 1992 und 1993 gab es mehrere Putschversuche, unter anderem einen, der durch den späteren Präsidenten Hugo Chávez angeführt wurde. Am 21. Mai 1993 wurde Pérez nach schwerwiegendem Korruptionsverdacht abgesetzt, eine Übergangszeit unter Ramón José Velásquez begann.

### Calderas zweite Amtszeit (1994–1998)
Im gleichen Jahr trat Caldera aus der COPEI aus und gründete das Bündnis Convergencia Democrática (CD), ein Mitte-links-Bündnis aus kleineren Parteien, darunter die kommunistische Partei PCV. 1994 gewann er mit diesem Bündnis die Präsidentschaftswahlen und übernahm so das Amt von seinem großen Rivalen Carlos Andrés Pérez, der ihn 1973 beerbt hatte. Die ehemaligen Guerrilleros Teodoro Petkoff und Pompeyo Márquez berief er als Planungsminister bzw. als Minister für die Grenzgebiete in sein Kabinett. Caldera gelang es zwar, die politische Lage zu stabilisieren. Doch dazu griff er mit dem Programm Agenda Venezuela zu drastischen Maßnahmen. Dazu gehörten staatliche Interventionen bei den Privatbanken und eine Aussetzung des Devisenexportes. Dies ließ das Vertrauen ausländischer Investoren sinken und brachte einen zeitweise unerwartet starken wirtschaftlichen Abschwung. Caldera, der lange Zeit nicht mit dem Internationalen Währungsfonds (IWF) zusammenarbeiten wollte, nahm schließlich dessen Hilfe an, mit der es ihm gelang, die wirtschaftliche Lage zu stabilisieren. Jedoch forderte der IWF erneut eine Ausrichtung auf neoliberale Politik, die Caldera nur widerwillig annahm.
Diese zweite Amtszeit von Caldera hatte sowohl negative als auch positive Aspekte. Ihm gelang es zwar, die gegen Ende der Amtszeit Pérez entflammten Aufstände zu beenden und die Wirtschaft sowie die sozialen Systeme des Landes gegen Ende seiner eigenen Amtszeit auf einem stabilen Niveau zu halten. Die wirtschaftlichen Unruhen gegen Mitte seiner Amtszeit trugen dazu bei, dass über 70.000 kleinere und mittlere Unternehmen bankrottgingen und ein großer Teil der Bevölkerung verarmte.
Zur Präsidentschaftswahl am 6. Dezember 1998 trat der 82-jährige Caldera aus Altersgründen nicht mehr an. Nachfolger wurde Hugo Chávez, der nach einem von ihm angeführten Putschversuch (4. Februar 1992) gegen Pérez verhaftet worden war. Caldera begnadigte 1994 Chávez und ermöglichte diesem dadurch, bei den Präsidentschaftswahlen anzutreten.
Rafael Caldera schrieb zahlreiche juristische und historische Bücher sowie Biographien.

## Familie
Rafael Caldera war mit Alicia Pietri (14. Oktober 1923 bis 9. Februar 2011) verheiratet und hatte sechs Kinder. Sein Sohn Juan José Caldera (* 1948) war von März 1979 bis Oktober 1982 Gouverneur des Bundesstaates Yaracuy und von Januar 1983 bis Januar 1989 Abgeordneter ('Senador al Congreso de la República').

## Tod
Rafael Caldera verstarb an Heiligabend 2009 im Alter von 93 Jahren in Caracas.

## Ehrungen
- 1995: Collane des Päpstlichen Piusordens[4]
- 1998: „Path to Peace“-Award für sein Lebenswerk